# Edson Ricardo Martins
Edson Ricardo Martins (ur. 4 października 1989 w São Paulo) – brazylijski bobsleista, olimpijczyk.
Wraz z załogą zdobył 29. miejsce w czwórkach na Zimowych Igrzyskach Olimpijskich 2014 w Soczi. Uczestniczy w Pucharze Ameryki Północnej w bobslejach. Najlepsze miejsce w sezonie 2013/2014 to dwukrotnie 8. w Park City.